# Raphidia bavarica
Raphidia bavarica là một loài côn trùng trong họ Raphidiidae thuộc bộ Raphidioptera. Loài này được Hagen miêu tả năm 1867.